# Pedro Bicalho
Pedro Henrique Rodrigues Bicalho (23 de abril de 2001, São José dos Campos, Brasil), conocido como Pedro Bicalho, es un futbolista brasileño que juega como centrocampista en el E. C. Vitória de la Campeonato Brasileño de Serie B, cedido por el S. E. Palmeiras del Campeonato Brasileño de Serie A.

## Estadísticas

### Clubes
Actualizado al último partido disputado el 9 de marzo de 2023.
| Club                       | Div.          | Temporada     | Liga  | Liga  | Estatal | Estatal | Copas nacionales | Copas nacionales | Copas internacionales | Copas internacionales | Total | Total |
| Club                       | Div.          | Temporada     | Part. | Goles | Part.   | Goles   | Part.            | Goles            | Part.                 | Goles                 | Part. | Goles |
| -------------------------- | ------------- | ------------- | ----- | ----- | ------- | ------- | ---------------- | ---------------- | --------------------- | --------------------- | ----- | ----- |
| Cruzeiro E. C. · Brasil    | 2.ª           | 2020          | 0     | 0     | 4       | 1       | 2                | 0                | ―                     | ―                     | 6     | 1     |
| Cruzeiro E. C. · Brasil    | Total club    | Total club    | 0     | 0     | 4       | 1       | 2                | 0                | 0                     | 0                     | 6     | 1     |
| S. E. Palmeiras · Brasil   | 1.ª           | 2021          | 3     | 0     | 4       | 0       | 0                | 0                | 0                     | 0                     | 7     | 0     |
| S. E. Palmeiras · Brasil   | 1.ª           | 2022          | 1     | 0     | 1       | 0       | 0                | 0                | 0                     | 0                     | 2     | 0     |
| S. E. Palmeiras · Brasil   | Total club    | Total club    | 4     | 0     | 5       | 0       | 0                | 0                | 0                     | 0                     | 9     | 0     |
| C. D. Santa Clara Portugal | 1.ª           | 2022-23       | 5     | 0     | ―       | ―       | 4                | 0                | ―                     | ―                     | 9     | 0     |
| C. D. Santa Clara Portugal | Total club    | Total club    | 5     | 0     | 0       | 0       | 4                | 0                | 0                     | 0                     | 9     | 0     |
| E. C. Vitória · Brasil     | 2.ª           | 2023          | 0     | 0     | 2       | 0       | 3                | 0                | ―                     | ―                     | 5     | 0     |
| E. C. Vitória · Brasil     | Total club    | Total club    | 0     | 0     | 2       | 0       | 3                | 0                | 0                     | 0                     | 5     | 0     |
| Total carrera              | Total carrera | Total carrera | 9     | 0     | 11      | 1       | 9                | 0                | 0                     | 0                     | 29    | 1     |